# Bergland (Míchigan)
Bergland es un lugar designado por el censo ubicado en el condado de Ontonagon en el estado estadounidense de Míchigan. En el Censo de 2020 tenía una población de 141 habitantes y una densidad poblacional de 52,22 habitantes por km². Fue incluido como CDP en el censo de 2020. 

## Geografía
Bergland se encuentra ubicado en las coordenadas 46°35′32″N 89°34′24″O / 46.59222, -89.57333. Según la Oficina del Censo de los Estados Unidos,  tiene una superficie total de 2,70 km², de la cual 1,89 km² corresponden a tierra firme y 0,81 km² a agua.